# The Science Fiction Hall of Fame, Volume One, 1929–1964
The Science Fiction Hall of Fame, Volume One, 1929–1964 este o antologie din 1970 de povestiri științifico-fantastice, editată de Robert Silverberg. A apărut la Editura Doubleday.
Povestirile au fost selectate în 1970 de către Science Fiction Writers of America ca fiind una dintre cele mai bune povestiri științifico-fantastice din toate timpurile.

## Conținut
| Autor               | Povestire                       | Anul primei publicări |
| ------------------- | ------------------------------- | --------------------- |
| Stanley G. Weinbaum | "A Martian Odyssey"             | 1934                  |
| John W. Campbell    | "Twilight"                      | 1934                  |
| Lester del Rey      | "Helen O'Loy"                   | 1938                  |
| Robert A. Heinlein  | "The Roads Must Roll"           | 1940                  |
| Theodore Sturgeon   | "Microcosmic God"               | 1941                  |
| Isaac Asimov        | "Nightfall"                     | 1941                  |
| A. E. van Vogt      | "The Weapon Shop"               | 1942                  |
| Lewis Padgett       | "Mimsy Were the Borogoves"      | 1943                  |
| Clifford D. Simak   | "Huddling Place"                | 1944                  |
| Fredric Brown       | "Arena"                         | 1944                  |
| Murray Leinster     | "Primul contact"                | 1945                  |
| Judith Merril       | "That Only a Mother"            | 1948                  |
| Cordwainer Smith    | "Scanners Live in Vain"         | 1948                  |
| Ray Bradbury        | "Mars is Heaven!"               | 1948                  |
| Cyril M. Kornbluth  | "The Little Black Bag"          | 1950                  |
| Richard Matheson    | "Born of Man and Woman"         | 1950                  |
| Fritz Leiber        | "Coming Attraction"             | 1950                  |
| Anthony Boucher     | "The Quest for Saint Aquin"     | 1951                  |
| James Blish         | "Surface Tension"               | 1952                  |
| Arthur C. Clarke    | "The Nine Billion Names of God" | 1953                  |
| Jerome Bixby        | "It's a Good Life"              | 1953                  |
| Tom Godwin          | "The Cold Equations"            | 1954                  |
| Alfred Bester       | "Fondly Fahrenheit"             | 1954                  |
| Damon Knight        | "The Country of the Kind"       | 1955                  |
| Daniel Keyes        | "Flowers for Algernon"          | 1959                  |
| Roger Zelazny       | "A Rose for Ecclesiastes"       | 1963                  |

## Vezi și
- The Science Fiction Hall of Fame, Volume Two
- 1970 în științifico-fantastic